# Jean-Louis Michon
Pour les articles homonymes, voir Michon.
Jean-Louis Michon, né le 13 avril 1924 à Nancy et mort le 22 février 2013 à Genève, est un traducteur, essayiste, érudit pérennialiste et soufi français.

## Biographie

### Jeunesse
Jean-Louis Michon est élevé à Nancy en milieu bourgeois dans le catholicisme traditionnel. Durant ses études il découvre les écrits de René Guénon par l'entremise d'un libraire chez qui lui et ses amis se réunissent régulièrement pour philosopher sur les problèmes du monde ; Guénon devient leur maître à penser. Il obtient son baccalauréat en philosophie, puis une licence d'anglais. Après deux années de droit à Nancy, il poursuit ses études à la Sorbonne et obtient une maîtrise en droit, puis s'inscrit à l'Institut d'études politiques de Paris (Sciences Po).
Façonné par la pensée de René Guénon, « un rayon de la lumière céleste projeté dans un monde malade », Michon découvre dans les musées parisiens « la richesse de la culture et de la spiritualité japonaise ». Il n'a plus qu'une idée : se rendre au Japon pour y trouver un maître zen. Comme l'accès au Japon en guerre était impossible en ce début de 1945, Michon s'engage dans un régiment de parachutistes se préparant à une mission au Japon, avec l'idée qu'une fois sur place, il se dépouillera de ses habits militaires pour se mettre à la recherche d'un maître spirituel. En août 1945, quelques jours avant l'envol du régiment, la bombe tombe sur Hiroshima. Michon rentre à Paris.
Il termine avec succès Sciences Po et découvre dans la bibliothèque de cet institut un article sur le cheikh algérien Ahmad al-Alawi et la voie soufie. L'effet est immédiat : il est convaincu que ce sera sa voie. Les Éditions Traditionnelles lui fournissent l'adresse de Frithjof Schuon en Suisse et de Michel Vâlsan à Paris. Il se convertit à l'islam en présence de M. Vâlsan, qu'il fréquente assidûment et qui le familiarise avec la pensée d'Ibn Arabi. Il est ensuite initié par F. Schuon et rejoint sa tariqa. Il reçoit le nom musulman de Alî Abd al-Khâliq,,.

### Vie adulte
De 1946 à 1949, Jean-Louis Michon enseigne l'anglais à Damas et durant les vacances rend visite à René Guénon au Caire. Il apprend l'arabe et étudie l'art islamique. En 1950, il s'installe à Lausanne près de Frithjof Schuon, s'investit dans de nouvelles études et obtient un diplôme de dessinateur en bâtiment. Il se marie en 1953 et travaille dans un bureau d'architectes jusqu'en 1955. Lors d'un voyage dans l'Ouest américain, le couple est adopté dans la tribu des Crows par l'homme-médecine Thomas Yellowtail.

De 1955 à 1972, il est traducteur-réviseur permanent auprès de l'Organisation mondiale de la santé (OMS) et vit à Genève. Cette fonction lui permet de rencontrer le Dalaï-lama en privé lors du congrès de l'OMS à New-Delhi en 1961. Parallèlement à son emploi, il est doctorant à la Sorbonne et voyage régulièrement au Maroc dans le cadre de sa thèse qui porte sur le soufi marocain Ahmad ibn Ajiba (1746-1809) et son Mi`râj, un glossaire de la mystique musulmane. Il obtient son doctorat en Etudes arabes et islamiques en 1966.
Désigné par l'UNESCO et le gouvernement marocain pour préparer un programme de préservation des arts traditionnels, il séjourne avec sa famille au Maroc de 1972 à 1979 et participe à la constitution de l'« Inventaire général du patrimoine culturel », ainsi qu'au lancement de la campagne pour la sauvegarde de la médina de Fès, dirigée par Titus Burckhardt.
Après sa retraite, Michon est régulièrement mandaté par l'UNESCO ou par le gouvernement marocain pour différents projets : la création d'une école d'artisanat traditionnel à Fès, la préparation et la publication d'un Répertoire de l'artisanat marocain, la fondation du Centre de conservation et de réhabilitation des kasbahs du Sud à Ouarzazate, la restauration du ksar d'Aït-ben-Haddou. En Oman, il œuvrera à la restauration de la citadelle de Bahla ; au Bahreïn, ce sera l'inventaire des sites historiques ; en Ouzbékistan, l'évaluation de l'état de conservation des sites historiques de Khiva, Boukhara, Samarcande et Chakhrisabz.
Lors de ses retours en Suisse, il écrit et traduit, notamment une traduction française du Coran, ainsi que l'ouvrage réputé de son ami Martin Lings, Le Prophète Muhammad : sa vie d'après les sources les plus anciennes, publié aux Éditions du Seuil.
Il meurt à Genève le 22 février 2013, à l'âge de 88 ans,,.

## Œuvres
- L’Autobiographie (fahrasa) du soufi marocain Ahmad Ibn ‘Ajîba (1747-1809), Leyde, 1969, nouv. éd. Archè éd., Milan, 1982  (ISBN 887252-021-5).
- Le Soufi marocain Ahmad ibn Ajība (1746-1809) et son Mi'rāj : glossaire de la mystique musulmane, Paris, Vrin, 1973.
- Lumière d'islam : institutions, art et spiritualité dans la cité musulmane, Milan, Archè, 1994  (ISBN 887252-172-6).
- Le Shaikh Muhammad al-Hâshimi et son commentaire de l'échiquier des gnostiques, Archè éd., Milan, 1998  (ISBN 978-88-7252-191-5)
- « Dans l’intimité de Cheikh Abd al-Wahid (René Guénon) au Caire, 1947-1949 », in : L’Ermite de Duqqi, Archè, Milan/Paris, 2001, p. 252-259.
- « Témoignage d’un disciple », in: Frithjof Schuon, Dossier H, Editions L’Âge d’Homme, Lausanne, 2002, p.393-403.
- (en) Every Branch in Me: Essays on the meaning of Man, World Wisdom, 2002.
- « Remarques à propos de la communication faite par le Dr. Mark Sedgwick au Séminaire d’Alexandrie sur la tariqa shadhiliyya », 2003[4]
- (en) Avec Roger Gaetani, Sufism: Love and Wisdom, World Wisdom, 2006.
- (en) Ibn Ajiba: Two Treatises on the Oneness of Existence, Archetype, 2010.